# Huasahuasi (distrito)
Huasahuasi é um distrito do peru, departamento de Junín, localizada na província de Tarma.

## Transporte
O distrito de Huasahuasi é servido pela seguinte rodovia:
- PE-22B, que liga a cidade de Chanchamayo ao distrito de Paccha
- JU-106, que liga o distrito de San Ramón à cidade de Carhuamayo[1][2][3]